# Oh My Ghost
Oh My Ghost ist eine südkoreanische Fernsehserie aus dem Jahr 2015. Sie startete am 3. Juli auf tvN und wurde freitags und samstags ausgestrahlt.

## Einschaltquoten
| Episode # | Ausstrahlungsdatum | Quoten      | Quoten     |
| Episode # | Ausstrahlungsdatum | TNMS-Quoten | AGB-Quoten |
| --------- | ------------------ | ----------- | ---------- |
| 1         | 3. Juli 2015       | 3,2 %       | 2,65 %     |
| 2         | 4. Juli 2015       | 3,3 %       | 2,66 %     |
| 3         | 10. Juli 2015      | 3,9 %       | 3,37 %     |
| 4         | 11. Juli 2015      | 4,2 %       | 2,98 %     |
| 5         | 17. Juli 2015      | 3,8 %       | 3,59 %     |
| 6         | 18. Juli 2015      | 4,2 %       | 3,35 %     |
| 7         | 24. Juli 2015      | 3,8 %       | 3,80 %     |
| 8         | 25. Juli 2015      | 4,8 %       | 3,60 %     |
| 9         | 31. Juli 2015      | 4,6 %       | 3,66 %     |
| 10        | 1. August 2015     | 4,8 %       | 3,49 %     |
| 11        | 7. August 2015     | 4,7 %       | 4,21 %     |
| 12        | 8. August 2015     | 4,9 %       | 4,39 %     |
| 13        | 14. August 2015    | 6,1 %       | 5,08 %     |
| 14        | 15. August 2015    | 6,1 %       | 5,45 %     |
| 15        | 21. August 2015    | 6,2 %       | 5,34 %     |
| 16        | 22. August 2015    | 8,0 %       | 7,34 %     |